# Felix Bürgers
Felix Bürgers (15 de julio de 1870 en Colonia - 18 de agosto de 1934 en Dachau) fue un pintor paisajista alemán.

## Vida y obra
Felix Bürgers realizó estudios de comercio y comenzó a trabajar en las oficinas de la fábrica de tabaco de su padre en Ámsterdam, pero con sólo 30 años enfermó gravemente y su médico le aconsejó un cambio de profesión. Sus cualidades y su interés le llevaron hacia la pintura. Entonces estudió en la Academia de Bellas Artes de Stuttgart, con Otto Reininger, y en la Academia de Bellas Artes de Karlsruhe con Ludwig Schmid-Reutte.
En el estudio de Ludwig Schmid-Reutte conoció a su futura mujer, la pintora de Hannover Gertrud Laurenz. La pareja terminó junta en Dachau, donde llegaron en el año 1904. Su casa de la calle Herzog-Albrecht se convirtió en un punto de encuentro de artistas.
Felix Bürgers era un apasionado amante de la naturaleza y en el jardín de su casa plantaba curiosas especies que le servían como modelo en sus cuadros. En el terreno se encuentra hoy en día un hogar para personas con minusvalías.
En Dachau Felix Bürgers profundizó sus estudios en Dachau con Adolf Hölzel, que era el exponente de la Escuela de Dachau. Él y su mujer fueron cofundadores del Grupo de artistas de Dachau. Felix también perteneció a la Sociedad artística Allotria y fue miembro de la Secesión de Múnich, que con motivo de su 60 cumpleaños organizó una exposición de sus obras en el Palacio de cristal de Múnich.
El artista permaneció grandes temporadas en Murnau am Staffelsee, en la zona de Staltach en el Mar del este, en el Surtirol y en Suiza, de donde proceden numerosos de sus lagos y cadenas montañosas.
Durante la exposición de su obra en el Palacio de cristal de Múnich un incendio arruinó gran parte de las obras de su colección.
Una parte de su trabajo se encuentra en la Galería de pintura de Dachau

## Homenajes
Con motivo del 100 aniversario de su nacimiento tuvo lugar una gran exposición en el castillo de Dachau comisariada por su hijo, Hannes Bürgers.
Una calle de Dachau tiene su nombre.

## Trabajos (selección)
- El cementerio (der Friedhof)[3]

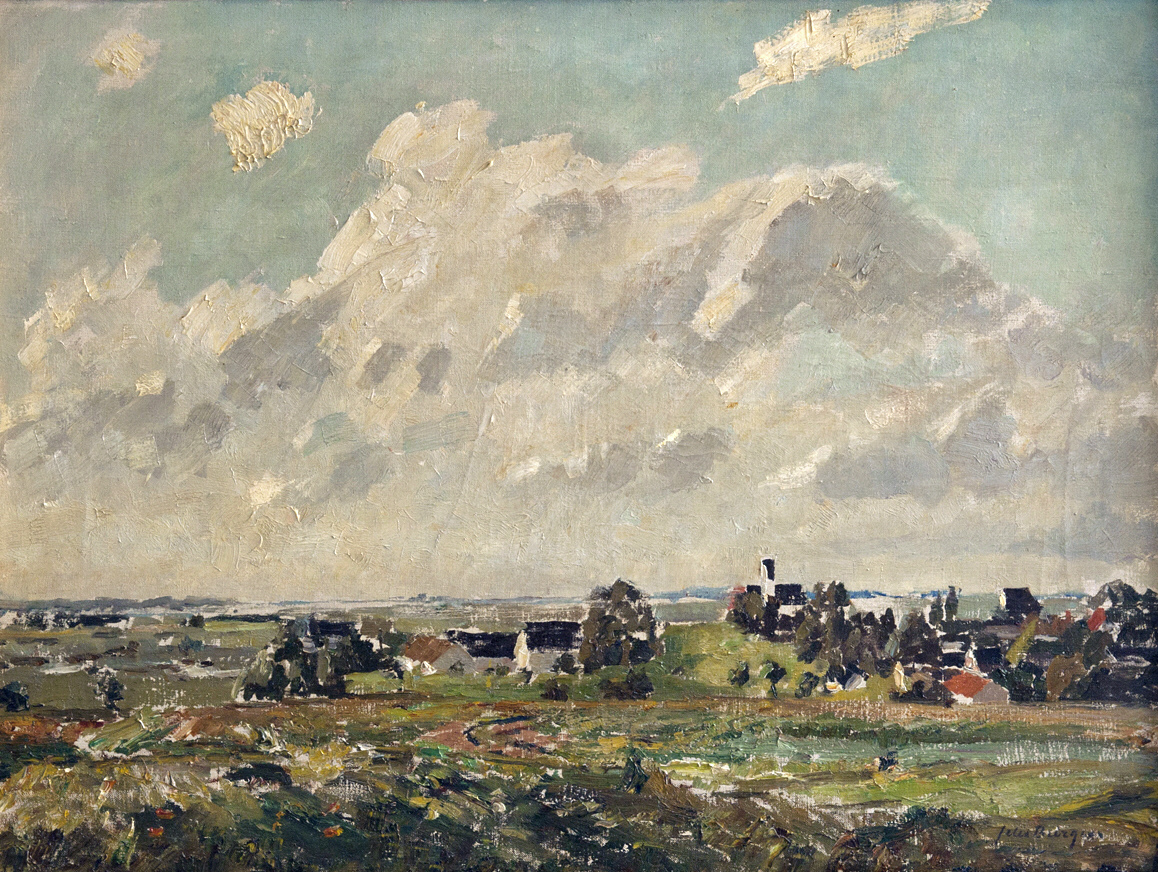

- Sol de invierno en la alta montaña. Óleo sobre lienzo, 67x89
- Bosque de pinos en invierno. Óleo sobre lienzo,101x77